# Piseux
Piseux település Franciaországban, Eure megyében. Lakosainak száma 691 fő (2022. január 1.). Piseux Bâlines, Courteilles, Sainte-Marie-d'Attez és Breteuil községekkel határos.

## Népesség
A település népességének változása:
| Lakosok száma | 515  | 509  | 569  | 657  | 715  | 761  | 744  | 696  | 694  | 691  |
|               | 1968 | 1982 | 1990 | 2006 | 2013 | 2015 | 2017 | 2019 | 2020 | 2022 |